# Batalla de Behobeho
La batalla de Behobeho es va lliurar durant la Campanya d'Àfrica Oriental de la Primera Guerra Mundial.

## Antecedents
Després de capturar la capital costanera d'Àfrica Oriental Alemanya, Dar es Salaam al setembre de 1916, el general Jan Smuts va ordenar el cesament de l'avanç del seu exèrcit degut al brot d'una epidèmia de malària.
Poc després de l'any nou, el 25th Frontiersmen Battalion (Batalló fronterer), dirigit pel famós caçador i explorador el capità Frederick Selous, va avançar cap a l'interior de la colònia alemanya, navegant pel riu Rufiji, a la caça de les tropes alemanyes (Schutztruppe) comandades pel general Paul Emil von Lettow-Vorbeck.

## Batalla
El 3 de gener, tres exploradors britànics van descobrir la posició d'una columna de tropes alemanyes prop del poble de Behobeho. La columna britànica avançava lentament perquè els portadors transportaven metralladores, municions de reserva, aigua i racions, i el capità Frederick Selous va haver de parar la seva columna a la nit a pocs quilòmetres del seu destí.
Durant la matinada del 4 de gener, els exploradors britànics van informar que la columna de soldats alemanys es desplaçava per la carretera. Es va produir una escaramussa i en el xoc curt i violent van morir 5 britànics i 13 més van resultar ferits.
Pel que sembla, un tirador alemany va matar el capità Frederick Selous durant la batalla. Es diu que a causa de la seva fama, Paul Emil von Lettow-Vorbeck, comandant de les forces alemanyes a Àfrica Oriental Alemanya, va enviar una carta de condol als britànics després de la seva mort.